# Жилино (Бурятия)
Жи́лино — село в Кабанском районе Бурятии. Входит в сельское поселение «Красноярское».

## География
Расположено в 5,5 км к югу от села Красный Яр, центра сельского поселения, на правом берегу реки Селенги.

## Население
| 2002 | 2010 |
| ---- | ---- |
| 203  | ↘171 |